# Dème de Triphylie
Le dème de Triphylie (grec moderne : Δήμος Τριφυλίας) est une municipalité de la périphérie du Péloponnèse, dans le district régional de Messénie, en Grèce. Son siège est la localité de Kyparissia.
Il a été créé en 2010 par le plan Kallikratis, par la fusion des anciens dèmes de Aetós, Avlónas, Gargaliáni, Filiatrá, Kyparissia et Tripýla. Son territoire correspond en grande partie à celui de l'ancienne province (moderne) de Triphylie, abolie en 1997. Elle tient son nom d'une région de la Grèce antique située globalement plus au nord.